# Grand’ Anse (Mahé)

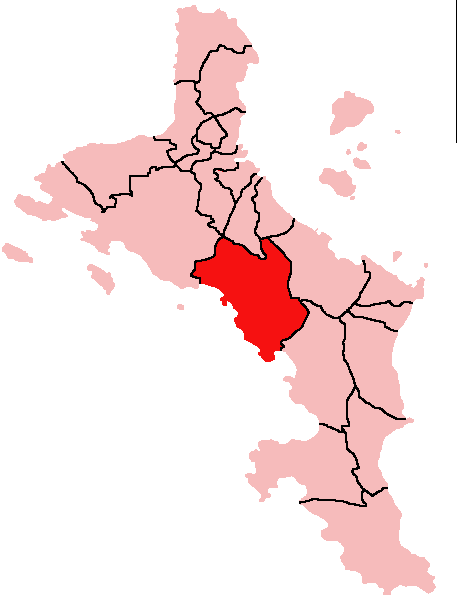
Położenie dystryktu Grand Anse na wyspie Mahé

Grand' Anse – dystrykt położony w centralnej części wyspy Mahé; 2 587 mieszkańców (2002). Jego stolicą jest Grand' Anse.